# ラ・ジェント・ホテル
ラ・ジェント・ホテル（英: La'gent Hotel）は、大和ハウス工業が建設、運営するファミリー向けホテル。北海道、宮城県、東京都、千葉県、大阪府、沖縄県にホテルを展開している。

## 概要
訪日外国人旅行者数は2015年には過去最高を記録し増加傾向にあった。2015年の宿泊施設の客室稼働率は国土交通省観光庁の『2015年宿泊旅行統計調査（年間値（速報値））』に依れば、東京都で82.3%、大阪府で85.2%と全国平均と比較しても非常に高い値であった。大和ハウス工業はこうしたインバウンド需要を鑑み、東京ディズニーリゾートを擁する千葉県浦安市と、ユニバーサル・スタジオ・ジャパンを擁する大阪市にファミリー層をメインターゲットとしたホテルの建設を決定した。

## ラ・ジェント・ホテル東京ベイ
プレオープンは2016年12月23日から、グランドオープンは2017年3月1日。
大和ハウス工業が土地を借り上げ、建設と運営を行う。一部の客室では1部屋に最大6名が宿泊できるようになっており、また洗い場付きのバスルームを設置するなどファミリー層のニーズに応えている。
ホテルのメインターゲットを「東京ディズニーリゾートを利用される宿泊客」と設定し、「新浦安エリアで最も手ごろな価格」での提供を行っている。また、ホテル滞在中は、滞在時間の大半をベッドで過ごす客が多いと推測し、顧客満足度向上の決め手として寝具に力を入れている。通常、ホテルの寝具はホテルの買い取りが多いが、ラ・ジェント・ホテル東京ではよりメリットが多いとして寝具をレンタルサービスを利用している。
建物は地上3階建てであり、ツインベッドと2段ベッドを備えた4ベッドルームタイプを中心に、和室タイプなど全291室（2017年開業時点）を用意する。最大6名が1部屋で過ごせるようになっている客室もある。館内にはラウンジ、コインランドリー、自販機コーナーがある。
アクセス
- 東京ベイシティ交通の路線バス
  - 浦安駅入口、新浦安駅から「系統11シンボルロード線」で「ベイパーク」または「ベイサイドホテルエリア」降車
  - 浦安駅入口、新浦安駅から「系統3浦安東団地線」で「明海5丁目」または「ベイサイドホテルエリア」降車
  - 舞浜駅から「系統25高洲・舞浜線」で「ベイパーク」または「ベイサイドホテルエリア」降車。または東京ディズニーリゾートの無料送迎バス
  - 舞浜駅から「系統23浦安東団地線」で「ベイパーク」または「明海5丁目」降車。

- おさんぽバス
  - 「いちょうルート」、または「つつじルート」で「マリナガーデン新浦安」または「ベイモール」降車。

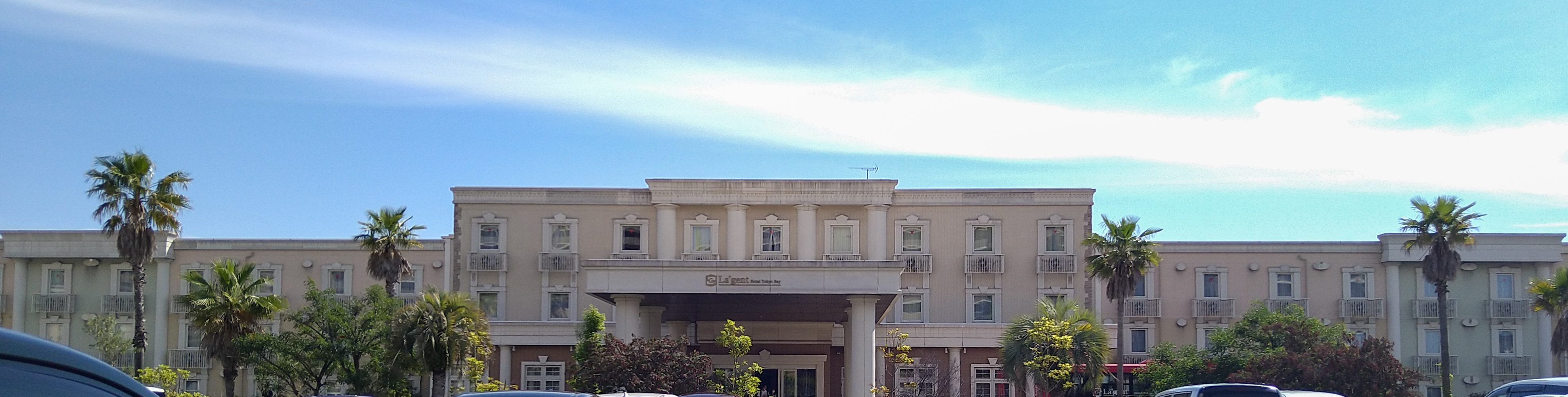
建物を正面から
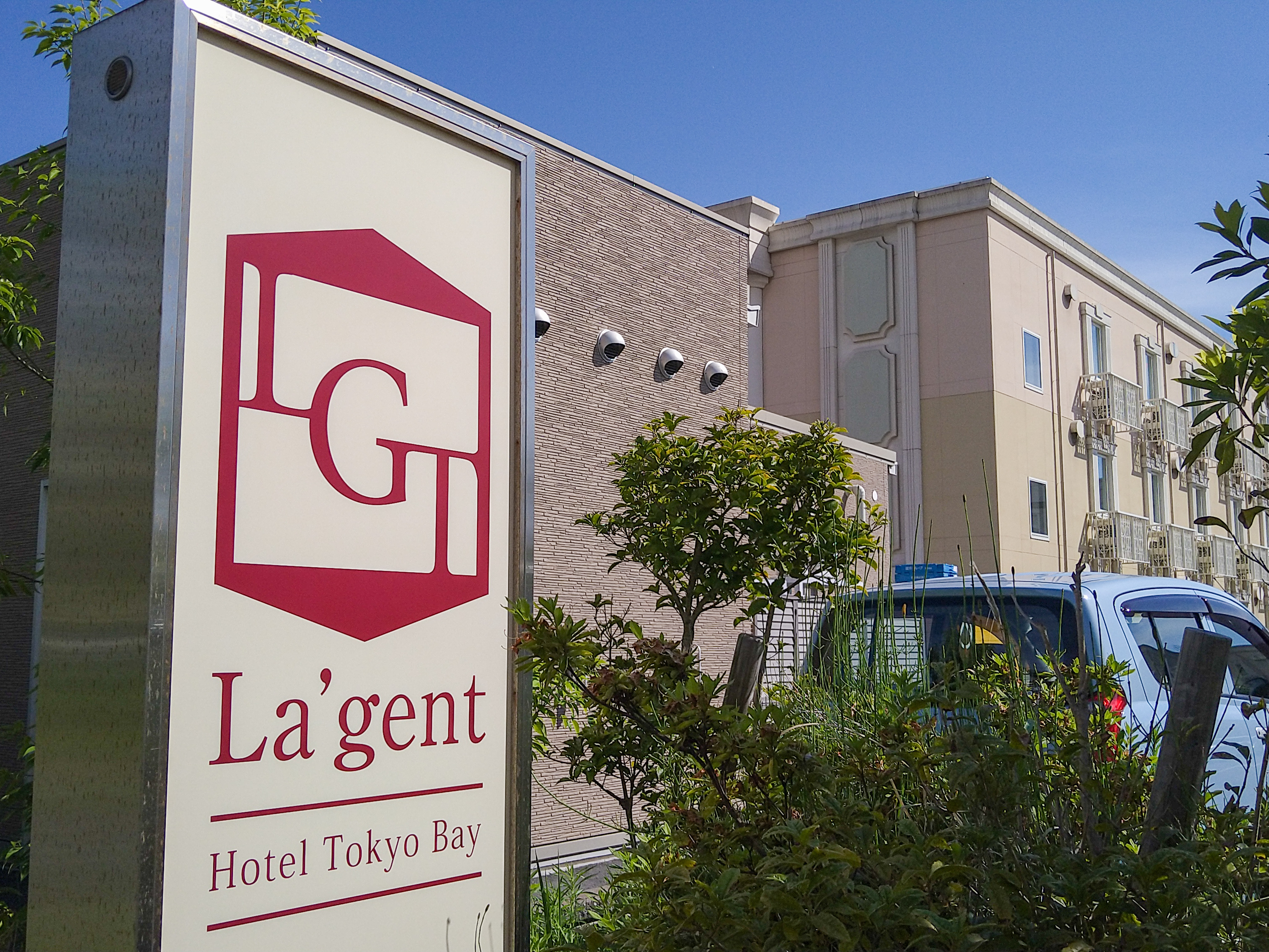
サブマーキー
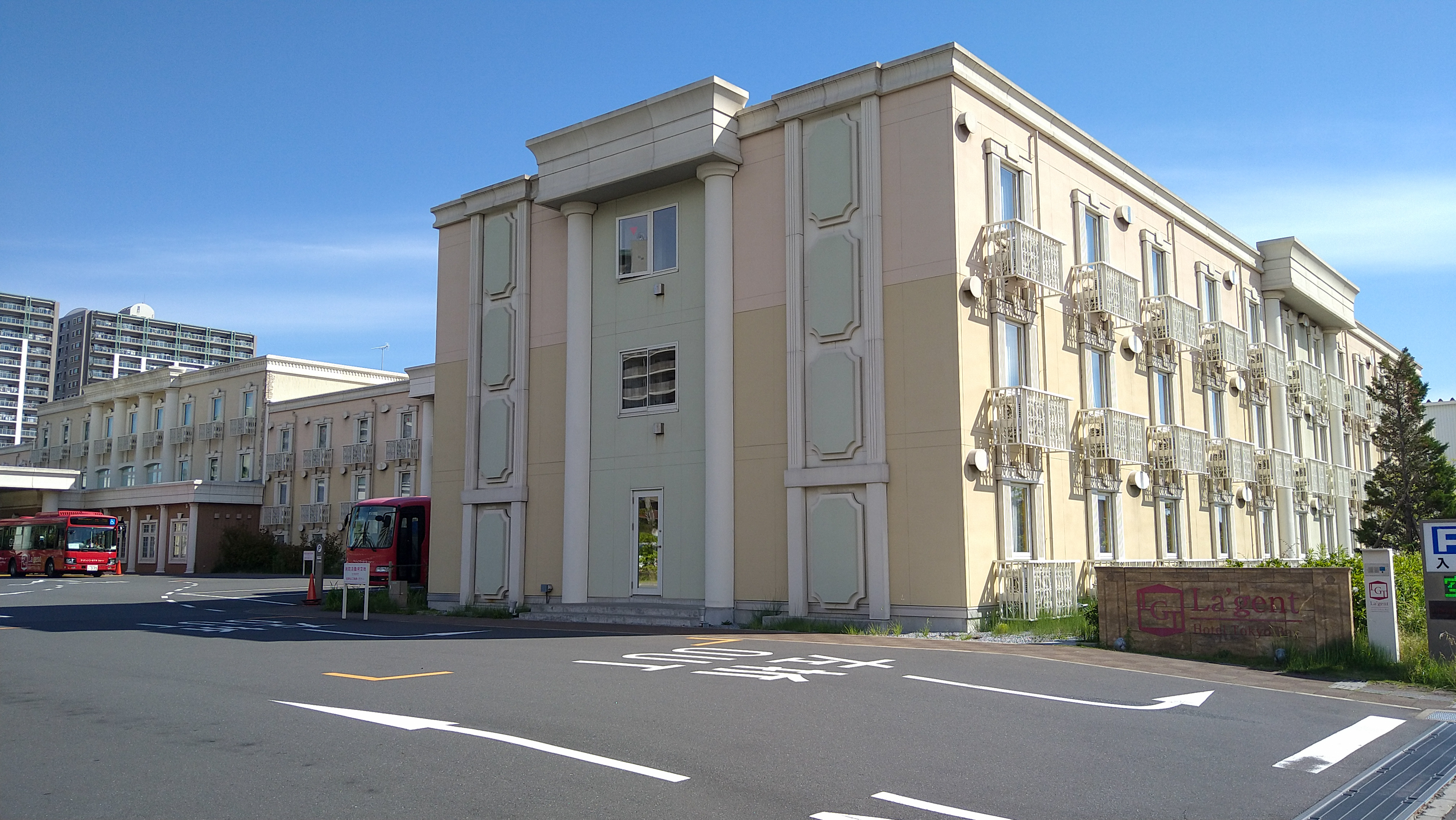
駐車場出入口から

## ラ・ジェント・ホテル大阪ベイ
プレオープンは2016年11月25日から、グランドオープンは2017年12月20日。
土地所有者は住友商事であり、建物の持ち分の一部を住友商事に売却することで、ホテル事業は共同で行う。
建物は地上3階建てで、客室は全129室（2017年開業時）であり、各フロアごとに「BLOOM」「SPACE」「JUNGLE」といったコンセプトが設けられている。また、客室にはキリンやジャングルをイメージした壁紙が採用されている。館内にはレストランやコインランドリー、自販機コーナーがある。
アクセス
- 桜島駅から徒歩約4分
- ユニバーサルシティ駅より徒歩10分

## ラ・ジェント・ホテル新宿歌舞伎町
2018年2月1日着工、2019年6月28日竣工、同年8月1日より営業を開始した。
総客室数は96室。1階にスポーツバー『CAFE & BAR Crospot（カフェアンドバー クロスポット）』を設営する。
インバウンド宿泊客の需要を掘り起こすため、漫画をコンセプトにした客室を設けたほか、各客室には浮世絵、盆栽、月夜のデザインや江戸時代の宿場町の雰囲気を取り入れたインテリアを設置する。大久保公園に面したエントランスは赤い鳥居をデザインモチーフにしている。
漫画をコンセプトにしたフロアのエレベーターホールや廊下は、壁面を漫画のコマ割りや描き文字をデザインしており、客室のサインもふきだしのデザインとなっている。浮世絵のフロアには、壁面を枯山水に見立てたプロジェクションマッピングが施されており、客室のサインは下駄のデザインとなっている。

## ラ・ジェント・ホテル沖縄北谷
2017年4月25日着工、2018年3月31日竣工、2018年6月1日営業開始。
総客室数139室のうち3名以上で泊まれる部屋が約70%あり、ファミリーや大人数での宿泊を中心とするが、同時に1人客向けにドミトリータイプの客室を設ける。肉料理を中心としたビュッフェ形式のレストラン「ALLY'S　Steak & Buffet（アリーズ ステーキ&ビュッフェ）」、ダイビングショップ「GopherDive（ゴフェルダイブ）」を館内で営業している。
沖縄地区の宿泊施設を対象にした「じゃらんアワード2018」では「泊まって良かった宿大賞（朝食）」部門を獲得している。

## ラ・ジェント・ステイ新さっぽろ
マールク新さっぽろを参照。